# ضيقة الفك
ضيقة الفك (الاسم العلمي: Colobognatha)، فرع حيوي من الدويبات المفصلية من ألفية الأرجل تحتوي على أربعة رتب:عريضة الأربطة ،متعددة الأقسام،Siphonocryptida ،زراقيات.: